# Jurij Sodol

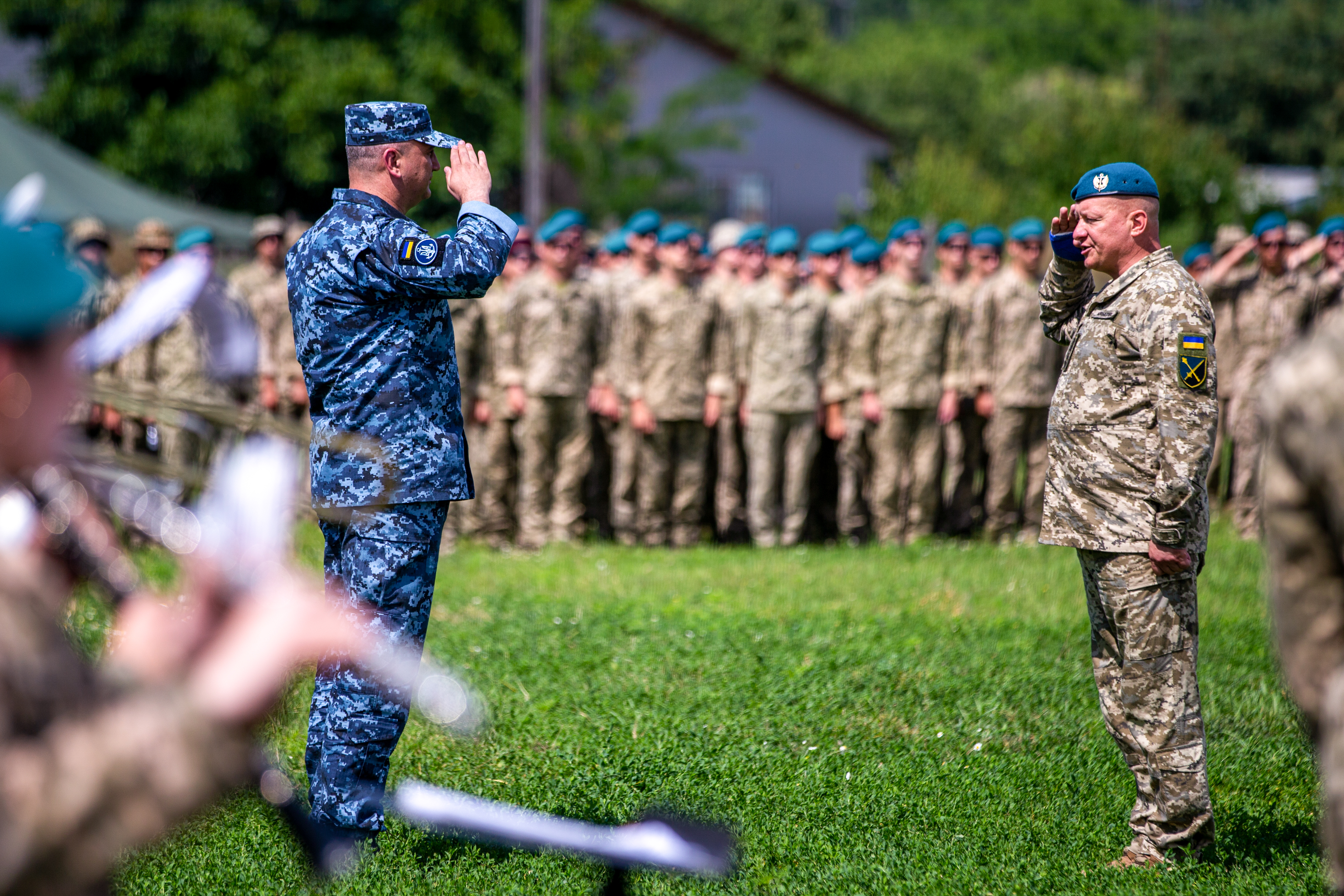
Sodol salutuje dowódcy marynarki Ołeksijowi Nejiżpapie podczas ceremonii rozpoczęcia części lądowej ćwiczeń „Morska Bryza” na Piaskach Oleszkowskich, 2021

Jurij Iwanowycz Sodol (ukr. Юрій Іванович Содоль, ur. 26 grudnia 1970 w Czuhujewie) – ukraiński wojskowy, generał porucznik, dowódca Połączonych Sił Sił Zbrojnych Ukrainy (2024), wcześniej dowódca Piechoty Morskiej (2018–2024) i I zastępca dowódcy Wysoko Mobilnych Wojsk Desantowych (2015–2018). Bohater Ukrainy (2022).

## Życiorys
Urodził się w Czuhujewie w obwodzie charkowskim w rodzinie wojskowej. Po ukończeniu Wyższej Szkoły Dowodzenia Artylerii w Sumach rozpoczął służbę w pułku artylerii w obwodzie dniepropietrowskim. W 2002 ukończył Narodowy Uniwersytet Obrony Ukrainy im. Iwana Czerniachowskiego.  
W 2003 został żołnierzem wojsk powietrznodesantowych. W 2007 mianowany dowódcą 25 Brygady Powietrznodesantowej, w jednostce tej służył do 2015. W styczniu 2015 został mianowany I zastępcą Wysoko Mobilnych Wojsk Desantowych Sił Zbrojnych Ukrainy.
6 marca 2018 został dowódcą ukraińskiej  piechoty morskiej. 5 grudnia 2018 został awansowany na stopień generała porucznika.
28 lutego 2022 Prezydent Ukrainy Wołodymyr Zełenski przyznał mu tytuł Bohatera Ukrainy.
12 lutego 2024 Serhij Najew poinformował opinię publiczną, że dzień wcześniej został odwołany z kierowania Dowództwem Połączonych Sił, a jego następcą na tym stanowisku został Sodol. Już w czerwcu tego samego roku media zaczęły szeroko komentować zarzuty pod jego adresem sformułowane przez Bohdana Krotewycza, weterana brygady „Azow”, który oskarżał go o „przekroczenie uprawnień i nieumiejętne dowodzenie wojskami”, co miało doprowadzić do „utraty dużej części terytorium Ukrainy”, posuwając się wręcz do insynuowania współpracy z wrogiem i określeń jakoby Sodol doprowadził do śmierci większej liczby ukraińskich żołnierzy, niż jakikolwiek rosyjski generał. Wkrótce pojawiły się kolejne głosy bardzo ostrej krytyki generała, między innymi w wywiadzie dla portalu liga.net jeden z żołnierzy piechoty morskiej biorący udział w szturmach na przyczółku w Krynkach stwierdził, jakoby Sodol nie cenił podkomendnych, a „marines wysyłano do ataku tam, gdzie było to fizycznie niemożliwe”, z kolei działacz Sługi Ludu z Komitetu Obrony Rady Najwyższej Fiodor Wenisławski odniósł się do sytuacji w słowach: Mówimy o Sodolu i o tym, jak nie cenił ludzi w wojsku. Rozgłos był w tej sytuacji absolutnie słuszną decyzją.
Jeszcze przed wypowiedzą Krotewycza krytycznie o Sodolu wypowiadali się między innymi aktywista Siergiej Sternenko, czy posłanka Mariana Bezuhła, której zawzięta krytyka dowództwa sił zbrojnych wywoływała już wcześniej sprzeciw ponad podziałami politycznymi. Sytuację zaognił dodatkowo fakt, iż jeden z podkomendnych Sodola upublicznił nagranie rozmowy z generałem, który oznajmia w niej: Naprzód, naprzód, aż do ostatniego marines!
Żołnierz określił Sodola mianem „typowego dowódcy z czasów Czeczenii i Afganistanu”, przytaczając również sytuację w której, podczas operacji w rejonie Krynek, na pytanie gdzie można dostać się na lewy brzeg Dniepru, generał miał odpowiedzieć „dostaniesz tę informację od miejscowych”. Pojawiły się również zarzuty, że w ramach prywatnej zemsty potrafił wysłać na urlop oficera, po czym go zwolnić.
Kilkanaście godzin po wybuchu afery Zełenski zwolnił Sodola w trybie natychmiastowym. Dziennikarze The Washington Post dotarli do treści skargi na byłego dowódcę Połączonych Sił, w której zawarto między innymi oskarżenia o błędy w organizacji obrony Mariupola, w tym niedostarczenie brygadzie „Azow” amunicji na czas oraz wydanie jej rozkazu ataku bez amunicji artyleryjskiej. Ponadto, tytuł Bohatera Ukrainy Sodol miał otrzymać właśnie za obronę Mariupola, pomimo iż faktycznie nie dowodził obroną miasta i nie spędził w nim nawet godziny. Już 26 czerwca podczas wizyty przyfrontowej w Pokrowsku Zełenski przedstawił żołnierzom następcę Sodola na stanowisku dowódcy Połączonych Sił, Andrija Hnatowa.
We wrześniu 2024 roku Kijowski Sąd Apelacyjny nakazał wszczęcie postępowania karnego przeciw Sodolowi.